# Муравале (Тренто)
Муравале је насеље у Италији у округу Тренто, региону Трентино-Јужни Тирол.
Према процени из 2011. у насељу је живело 28 становника. Насеље се налази на надморској висини од 381 м.